# Paštrić
Paštrić es un pueblo ubicado en el municipio de Mionica, distrito de Kolubara, Serbia.

## Superficie
Cuenta con una superficie de 9,625 kilómetros cuadrados.

## Demografía
Hasta 2022 la población era de 479 habitantes, con una densidad de población de 49,77 habitantes por kilómetro cuadrado.
| 730                                                             | 710 | 675 | 591 | 569 | 582 | 588 | 503 | 479 |
| (Fuente: Population statistics of Eastern Europe & former USSR) |     |     |     |     |     |     |     |     |